# 金東希
金東希
（1999年6月13日—），韓國男演員，曾譯為「金東熙」。原為JYP娛樂旗下演員練習生，因戲劇《A-TEEN》表現亮麗而簽訂正式演員契約。配合JYP演員部整併，自2019年9月1日起合約轉至與JYP娛樂共管的npio娛樂旗下。

## 生涯
慶尚北道安東市出生，血型AB型，喜歡能讓人冷靜下來的藍色，個性沉靜，出道前連爺爺都認為他不會搞笑、沒有成名的才能。比起炸雞，更喜歡披薩，能獨自吃完一整盤。小時候誤食媽媽含芒果味的化妝品而再也無法吃芒果，不生食，牛腸、血腸、壽司、有殼海鮮和黃瓜等也不吃。家中獨子，因未與家人同住而經常電話聯絡，以免父母擔心。貓狗都喜歡，領養的狗陸續過世後，目前老家有公貓蝴蝶及母貓星星。
喜愛音樂與電影，閒暇時常唱卡拉OK或看電影，國中時是樂團成員，因好奇去了表演學院後引起興趣，因此高中就讀藝高，主修音樂劇，直到高二因演出校內音樂劇才逐漸孕育成為演員的夢想。2017年秋天，前往大學入學考試路上收到來自JYP演員部經理的名片，考試結束後通過JYP娛樂試鏡並成為旗下練習生。
在還未累積許多演出經驗下通過熱門網路劇《A-TEEN》選角並以此劇出道，其後演出高收視率電視劇《Sky Castle》，接連演出兩部當時的熱門戲劇作品而知名度漸開。能唱也能演，最喜歡的音樂劇是《西貢小姐》，因此以男演員曹承佑為人生楷模，期盼能在音樂劇、戲劇和電影等各領域全方位發展。

## 影視作品

### 電視劇
| 年份   | 電視台 | 劇名        | 角色   | 備註 |
| 2018年 | JTBC   | Sky Castle  | 車書俊 |      |
| 2020年 | JTBC   | 梨泰院Class | 張根秀 |      |

### 網路劇
| 年份   | 電視台   | 劇名       | 角色   | 備註   |
| 2018年 | Playlist | A-TEEN     | 河玟   |        |
| 2019年 | Playlist | A-TEEN 2   | 河玟   |        |
| 2020年 | Netflix  | 人性課外課 | 吳智洙 | 男主角 |

### 電影
| 上映日期 | 片名 | 角色   | 性質 |
| 2023年   | 幻影 | 李白虎 |      |

### MV
| 年份   | 演唱歌手       | 曲目             | 備註                |
| 2019年 | 鄭俊日、權珍雅 | Should we start? | FEVER FESTIVAL 2019 |

## 綜藝節目
- 2019年1月30日：《Happy Together 4》
- 2019年2月7日：《Happy Together 4》
- 2020年6月17日：《劉QUIZ ON THE BLOCK》

## 廣播節目
- 2019年1月30日：《樂童音樂家秀賢的提高音量》

## 獲獎列表
| 年度   | 頒獎典禮           | 獎項       | 作品   | 結果 |
| 2019年 | 第17屆韓國品牌大賞 | 男子新星獎 | 不適用 | 獲獎 |

## 外部連結
- 經紀公司官方網站 （页面存档备份，存于）
- 金東希的Instagram帳戶
- 金東希-NAVER （页面存档备份，存于）